# 천암산
천암산(天岩山)은 대한민국 경상남도 통영시 인평동과 평림동에 있는 258미터 높이의 산이다.